# Йозеф Ніколаус Лауренті
Йозеф Ніколаус Лауренті (нім. Josephus Nicolaus Laurenti, 4 грудня 1735, Відень, Австрія — 17 лютого 1805, Відень, Австрія) — італійського походження австрійський лікар, натураліст, герпетолог і зоолог.

## Біографія
З 1754 року, він упродовж кількох років працював фельдшером без вищої медичної освіти. Згодом у Відні в 1768 році став доктором медичних наук, захистивши дисертацію про отруйні функції у рептилій і амфібій.

## Описані таксони
- Coronella austriaca — вид плазунів родини Полозові.
- Natrix tesselata — вид плазунів родини Вужеві.
- Salamandra atra — вид земноводних родини Саламандрові.
- Varanus salvator — вид плазунів родини Варанові.
- Proteus anguinus — вид земноводних родини Протеї.
- Reptilia — клас Плазуни.

## Праці
- 1768: Specimen Medicum, Exhibens Synopsin Reptilium Emendatam cum Experimentis circa Venena [Архівовано 1 серпня 2016 у Wayback Machine.] , у якій Лауренті визначив 30 нових родів рептилій та амфібій.